# Islandska rokometna reprezentanca
Islandska rokometna reprezentanca je selekcija Rokometne zveze Islandije (Handknattleikssamband Íslands), ki zastopa Islandijo na mednarodni ravni. Selektor reprezentance je Aron Kristjánsson, kapetan pa Guðjón Valur Sigurðsson.

## Igralci

### Postava na EP 2010
| Št.      | Ime in priimek           | Letnik rojstva | Višina (cm) | Klub                   |          |          |          |          |
| Vratarja | Vratarja                 | Vratarja       | Vratarja    | Vratarja               | Vratarja | Vratarja | Vratarja | Vratarja |
| -------- | ------------------------ | -------------- | ----------- | ---------------------- | -------- | -------- | -------- | -------- |
| 1        | Björgvin Páll Gústavsson | 1985           | 192         | Kadetten Schaffhausen  |          |          |          |          |
| 16       | Hreiðar Guðmundsson      | 1980           | 196         | TV Emsdetten           |          |          |          |          |
| Igralci  |                          |                |             |                        |          |          |          |          |
| 2        | Vignir Svavarsson        | 1980           | 196         | TBV Lemgo              |          |          |          |          |
| 3        | Logi Eldon Geirsson      | 1982           | 190         | TBV Lemgo              |          |          |          |          |
| 4        | Aron Pálmarsson          | 1990           | 192         | THW Kiel               |          |          |          |          |
| 5        | Ingimundur Ingimundarson | 1980           | 190         | GWD Minden             |          |          |          |          |
| 6        | Ásgeir Örn Hallgrímsson  | 1984           | 194         | GOG Svendborg          |          |          |          |          |
| 7        | Arnór Atlason            | 1984           | 192         | FCK Håndbold           |          |          |          |          |
| 9        | Guðjón Valur Sigurðsson  | 1979           | 187         | Rhein-Neckar Löwen     |          |          |          |          |
| 10       | Snorri Steinn Guðjónsson | 1981           | 186         | Rhein-Neckar Löwen     |          |          |          |          |
| 11       | Ólafur Stefánsson        | 1973           | 196         | Rhein-Neckar Löwen     |          |          |          |          |
| 14       | Sturla Ásgeirsson        | 1980           | 183         | HSG Düsseldorf         |          |          |          |          |
| 15       | Alexander Petersson      | 1980           | 186         | SG Flensburg-Handewitt |          |          |          |          |
| 17       | Sverre Andreas Jakobsson | 1977           | 195         | TV Großwallstadt       |          |          |          |          |
| 18       | Róbert Gunnarsson        | 1980           | 191         | Rhein-Neckar Löwen     |          |          |          |          |

* Ažurirano: 19. januar 2010

## Uvrstitve na velikih tekmovanjih
Islandska rokometna reprezentanca je na mednarodnih turnirjih prvič nastopila na svetovnem prvenstvu v Nemčiji leta 1958. Njen največji uspeh je srebrna medalja z Olimpijskih iger v Pekingu leta 2008.
| Leto | Olimpijske igre | Svetovna prvenstva | Evropska prvenstva |
| ---- | --------------- | ------------------ | ------------------ |
| 1958 |                 | 10.                |                    |
| 1961 |                 | 6.                 |                    |
| 1964 |                 | 9.                 |                    |
| 1967 |                 | brez nastopa       |                    |
| 1970 |                 | 11.                |                    |
| 1972 | 12.             |                    |                    |
| 1974 |                 | 14.                |                    |
| 1976 | brez nastopa    |                    |                    |
| 1978 |                 | 13.                |                    |
| 1980 | brez nastopa    |                    |                    |
| 1982 |                 | brez nastopa       |                    |
| 1984 | 6.              |                    |                    |
| 1986 |                 | 6.                 |                    |
| 1988 | 8.              |                    |                    |
| 1990 |                 | 10.                |                    |
| 1992 | 4.              |                    |                    |
| 1993 |                 | 8.                 |                    |
| 1994 |                 |                    | brez nastopa       |
| 1995 |                 | 14.                |                    |
| 1996 | brez nastopa    |                    | brez nastopa       |
| 1997 |                 | 5.                 |                    |
| 1998 |                 |                    | brez nastopa       |
| 1999 |                 | brez nastopa       |                    |
| 2000 | brez nastopa    |                    | 11.                |
| 2001 |                 | 11.                |                    |
| 2002 |                 |                    | 4.                 |
| 2003 |                 | 7.                 |                    |
| 2004 | 9.              |                    | 13.                |
| 2005 |                 | 15.                |                    |
| 2006 |                 |                    | 7.                 |
| 2007 |                 | 8.                 |                    |
| 2008 | srebro          |                    | 11.                |
| 2009 |                 | brez nastopa       |                    |